# 앤 드리앤
앤 드리앤(영어: Ann Druyan, 1949년 6월 13일 ~ )은 미국의 작가, 방송 프로듀서, 연출가이다. 천체물리학자 칼 세이건의 아내로서, 세이건과 함께 우주 다큐멘터리 프로그램 《코스모스 (1980년 텔레비전 프로그램)》을 제작한 것으로 유명하다. 

## 출연 작품
- 코스모스 (2014)
- 콘택트 (1997)
- 코스모스 (1980)

## 같이 보기
- 과학과 여성